# Cassida hemisphaerica
Cassida hemisphaerica é uma espécie de insetos coleópteros polífagos pertencente à família Chrysomelidae.
A autoridade científica da espécie é Herbst, tendo sido descrita no ano de 1799.
Trata-se de uma espécie presente no território português.